# کارلوتا اولچینا
کارلوتا اولچینا (انگلیسی: Carlota Olcina؛ زادهٔ ۲۱ ژوئن ۱۹۸۳) بازیگر اهل اسپانیا است. از فیلم‌ها یا برنامه‌های تلویزیونی که وی در آنها نقش داشته‌است می‌توان به سالوادور، جسد و مرلی اشاره کرد.

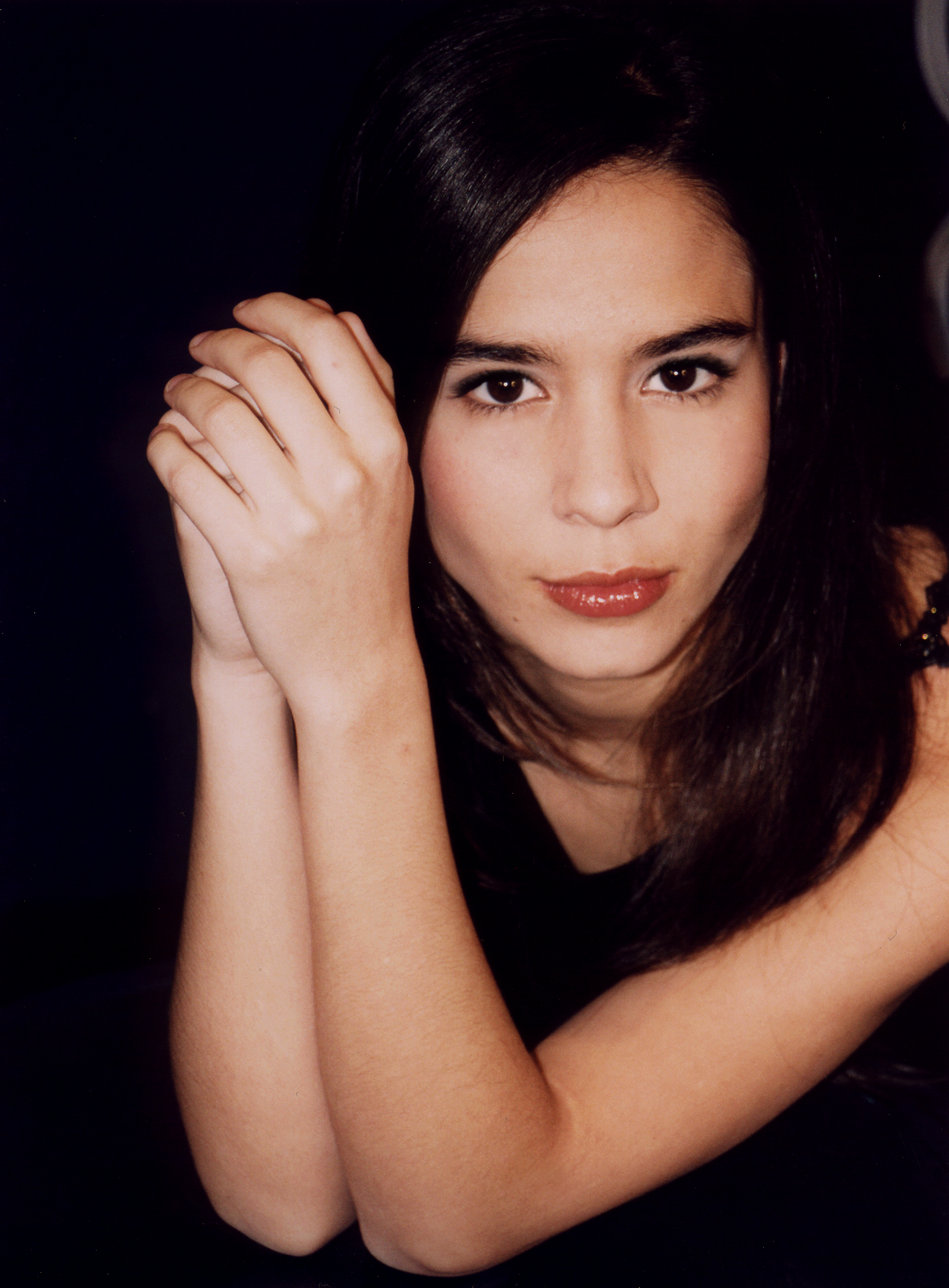